# Mesoborus crocodilus
Mesoborus crocodilus es una especie de peces de la familia Citharinidae en el orden de los Characiformes.

## Morfología
Los machos pueden llegar alcanzar los 25 cm de longitud total.

## Hábitat
Es un pez de agua dulce y de clima tropical.

## Distribución geográfica
Se encuentran en África:  cuenca del río Congo a la República Democrática del Congo y el Camerún.